# 完全なる報復
『完全なる報復』（かんぜんなるほうふく、原題: Law Abiding Citizen）は、2009年のアメリカ映画。妻子を無残に殺され、復讐に燃える間接殺人のエキスパートの男と、彼が起こす事件を担当し、また自らも復讐対象であるベテラン検事の駆け引きを描く、ヴィジランテ・スリラー・サスペンス映画。原題の "Law Abiding Citizen" は、「（法を遵守する）模範的市民」の意。

## ストーリー
ペンシルベニア州フィラデルフィア。クライドは、家を二人組の強盗に襲われ妻子を惨殺される。犯人たちは逮捕されるが、勝訴率にこだわる担当検事ニックが犯人の片方と司法取引を行ったことで、もう従犯のエイムスに死刑判決が下る一方で、主犯のダービーは数年の刑期に留まる。
10年後、エイムスの死刑が薬物注射により執行されるが、薬物がすり替えられており、エイムズは絶命するまで激しく苦しんだ。ダービーはクライドによって拉致され、廃工場で拷問を受け殺害される。
廃工場の所有者がクライドだったことで、警察はクライドを逮捕する。しかしクライドは言葉巧みに言い逃れ、予審審問では自ら判例や法知識を用いて弁護を行い証拠が無いと主張、判事に保釈を認めさせる。ところがその場でクライドは判事の誤判断を口汚く罵り、判事は法廷侮辱罪で収監の継続を決定する。
刑務所に戻ったクライドは一転してエイムスとダービーの殺害を認める。その上で、ダービーの弁護士を拉致しているとほのめかし、居場所を知りたければ1時ちょうどにデル・フリスコスのTボーンステーキを用意するよう要求する。ニックはこの要求を飲むが、刑務所長が料理の「検査」に時間をかけ、指定時刻を8分過ぎてしまう。クライドが話した場所に急行するニック達であったが、弁護士は間一髪で亡くなっていた。もしもステーキを指定時刻に提供していれば、弁護士は助かっていたのだった。その頃クライドは同房の囚人を殺して独房送りとなる。しかし、刑務所にいながらも10年前の裁判関係者の殺人は続いていく。

## キャスト
※括弧内は日本語吹き替え
- ニック・ライス - ジェイミー・フォックス（藤原啓治）
- クライド・シェルトン - ジェラルド・バトラー（森田順平）
- ジョナス・キャントレル - ブルース・マッギル（楠見尚己）
- サラ・ローウェル - レスリー・ビブ（恒松あゆみ）
- ダニガン捜査官 - コルム・ミーニイ（中村浩太郎）
- 市長 - ヴィオラ・デイヴィス（林りんこ）
- ケリー・ライス - レジーナ・ホール（さがらえみ）

- その他日本語吹き替え：広田みのる、黒澤剛史、行成とあ、松本忍、村上裕哉

## スタッフ
- 監督：F・ゲイリー・グレイ
- 製作：ルーカス・フォスター、ジェラルド・バトラー、アラン・シーゲル、マーク・ギル、カート・ウィマー、ロバート・カッツ
- 製作総指揮：ニール・サッカー、マイケル・ゴーゲン
- 脚本：カート・ウィマー
- 撮影：ジョナサン・セラ
- 音楽：ブライアン・タイラー
- 編集：タリク・アンウォー

## 評価
公開初週の興行収入は21,039,502ドルで、『かいじゅうたちのいるところ』に次いで2位であった。全世界では1億2660万ドルの興行収入を記録した。
批評家たちからは概ね否定的なレビューを受けた。Rotten Tomatoesによれば平均評価4.3/10の159のレビューに基づいて26％のスコアを与えた。同サイトの批評的コンセンサスでは「不必要に暴力的で不条理な完全なる報復（Law Abiding Citizen）は劣悪な演技と理性を無視したストーリーに悩まされる」。Metacriticにおける加重平均スコアは26人の批評家を基準には100点満点中34点とし、「全般的に好ましくないレビュー」を示している。
シカゴ・サンタイムズ紙のロジャー・イーバートは星4つ中3つを与えた。「完全なる報復（Law Abiding Citizen）は、後で振り返るより、観ている時に好きなるような映画」と述べ、続けて「それでも、その時に十分に楽しめた映画には、それなりのものがある」と評した
。